# David L. Polishook
David L. Polishook, né en 1976, est un astronome israélien.

## Biographie
Après son doctorat obtenu en 2010 à l'Université de Tel Aviv, il a poursuivi la carrière de chercheur au Massachusetts Institute of Technology.
Le Centre des planètes mineures le crédite de la découverte de douze astéroïdes, effectuée entre 2003 et 2004.
L'astéroïde (8464) Polishook lui a été dédié,.
| (128054) Eranyavneh  | 28 juin 2003    |
| (161315) de Shalit   | 19 août 2003    |
| (172425) Taliajacobi | 25 juillet 2003 |